# Rajmund Zieliński
Pour les articles homonymes, voir Zieliński.
Rajmund Zieliński, né le 9 novembre 1940 à Toruń (Reichsgau Danzig Westpreußen) et mort le 15 août 2022 en Poméranie-Occidentale, est un coureur cycliste polonais, de la décennie 1960-1970.

## Biographie
Il prend part à cinq éditions de la Course de la Paix, y remportant trois succès d'étape. Vainqueur du Tour de Pologne en 1964, il a remporté au cours de sa carrière cycliste six étapes dans cette épreuve, ce qui en fait un des meilleurs performers en ce domaine. Rajmund Zielinski est sociétaire au club cycliste local du LZS Nowogard.

## Palmarès sur route
- 1961
  - 7e étape du Tour de Pologne

- 1962
  - 4eb étape de la Course de la Paix
  - 4e étape du Tour de Pologne

- 1963
  - 7ea étape du Tour de Pologne (contre-la-montre)

- 1964
  - 4e étape de la Course de la Paix
  - Tour de Pologne :
    - Classement général
    - 2e, 5e (contre-la-montre), 6e et 9e étapes

- 1965
  - 6e étape de la Course de la Paix (contre-la-montre)

- 1967
  - Szlakiem Grodów Piastowskich

## Palmarès sur piste

### Championnats nationaux
- Champion de Pologne de poursuite en 1963 et de 1965 à 1969 (2e en 1964 et 1970)
- Champion de Pologne de poursuite par équipes en 1969 (2e en 1963 et 1970, 3e en 1967 et 1968)
- Champion de Pologne de course aux points en 1966 et 1968 (2e en 1967)

## Autres classements
- Championnat du monde de 100 km sur route contre-la-montre par équipes avec l'équipe de Pologne[3]
  - 5e en 1963
  - 6e en 1965
  - 10e en 1966
- Jeux olympiques de Tokyo en 1964
  - 82e du championnat individuel sur route
  - 11e du championnat de 100 kilomètres contre-la-montre par équipe avec l'équipe de Pologne (+ Andrzej Blawdzin, Jozef Beker, Jan Magiera)[4]

## Sources
- site archives du cyclisme, Tour de Pologne.
- Participants polonais à la Course de la Paix